# 沙尔奈 (杜省)
沙尔奈（法語：Charnay，法語發音：[ʃaʁnɛ]）是法国杜省的一个市镇，位于该省西部，属于贝桑松区。

## 地理
沙尔奈（47°7'39"N, 5°57'20"E）面积5.66 平方千米，位于法国勃艮第-弗朗什-孔泰大區杜省，该省份为法国东部内陆省份，北起上索恩省，西接汝拉省，东部及东南部与瑞士接壤，东北部与贝尔福地区省接壤。
与沙尔奈接壤的市镇（或旧市镇、城区）包括：舍讷塞-比永、帕朗蒂讷、库尔塞勒、塞塞。

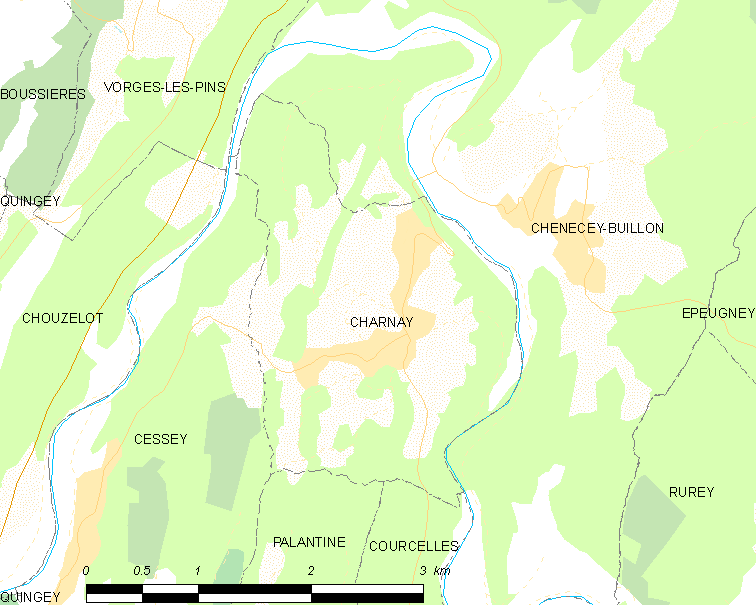
的OSM定位图

沙尔奈的时区为UTC+01:00、UTC+02:00（夏令时）。

## 行政
沙尔奈的邮政编码为25440，INSEE市镇编码为25126。

## 政治
沙尔奈所属的省级选区为圣维特县。

## 人口

1962-2008年间人口变化图示

沙尔奈于2022年1月1日时的人口数量为471人。